# The Cooler
The Cooler är en amerikansk långfilm från 2003 i regi av Wayne Kramer, med William H. Macy, Alec Baldwin, Maria Bello och Shawn Hatosy i rollerna.

## Handling
Bernie Lootz (William H. Macy) har extrem otur, hur mycket han än försöker kan han inte vinna. Han förlorar alltid vad, och när han ska dricka en kopp kaffe är gräddkannan alltid tom. Kasinobossen Shelly Kaplow (Alec Baldwin) har hyrt in honom som  "cooler", en otursförföljd person som sägs sprida sin otur till andra spelare i närheten. När en spelare på kasinot börjar vinna för mycket, skickas Bernie dit för att få lyckan att svalna, vilket den alltid gör.
När Bernie blir kär i cocktailservitrisen Natalie Belisario (Maria Bello) börjar hans lycka vända och hans talang som "cooler" börjar falna. Kaplow försöker avbryta deras förbindelse. Det blir bara värre när kasinot kommer under högre granskning av den unga Larry Sokolov (Ron Livingston), som vill ta kontrollen från Shelly.

## Om filmen
Alec Baldwin nominerades för en Oscar för bästa manliga biroll 2004, och nominerades i samma kategori i Golden Globe. Maria Bello nominerades för bästa kvinnliga biroll i Golden Globe.

## Rollista
| William H. Macy      | – Bernie Lootz           |
| Alec Baldwin         | – Shelly Kaplow          |
| Maria Bello          | – Natalie Belisario      |
| Shawn Hatosy         | – Mikey                  |
| Ron Livingston       | – Larry Sokolov          |
| Paul Sorvino         | – Buddy Stafford         |
| Estella Warren       | – Charlene               |
| Arthur J. Nascarella | – Nicky Fingers Bonnatto |
| Joey Fatone          | – Johnny Cappella        |
| M.C. Gainey          | – Highway Officer        |
| Ellen Greene         | – Doris                  |
| Don Scribner         | – Lou                    |
| Tony Longo           | – Tony                   |
| Richard Israel       | – Marty Goldfarb         |
| Timothy Landfield    | – The Player             |